# Norrköping Dolphins
Norrköping Dolphins är en basketklubb i den svenska Basketligan, och har tillhört de mer framträdande svenska lagen sedan ligan i dess nuvarande form grundades 1992. I samband med Basketligans grundande bytte klubben namn från Hageby BK till Norrköping Dolphins.

## Historik

### Historik fram till 1992 (Hageby BK)
Hageby BK bildades 8 maj 1963 av Åke Björck och tog sitt namn från stadsdelen Hageby i Norrköping. 
Damlaget gjorde premiär i högsta serien säsongen 1964/1965 då man övertog Linköping GGF:s vakanta plats och var sedan kvar i högsta serien till och med säsongen 1967/68.
Herrlaget gjorde sin första allsvenska säsong 1967/1968 men åkte ur serien redan första året. De kom sedan inte tillbaka till högsta serien förrän säsongen 1976/1977, då med de amerikanska spelarprofilerna Fran O'Hanlon och Kenny Grant. När slutspel infördes 1978/1979 kom laget på en 3:e plats, för att följa upp det året efter med att vinna SM-guld efter 3-1 i matcher mot Alviks BK. Därefter följde drygt 10 framgångsrika säsonger innan Basketligan bildades 1992, och klubben ändrade namn till Norrköping Dolphins.

### Historik från 1992 (Norrköping Dolphins/Flamingos)

#### Damlaget
Norrköpings damlag pendlade mellan högsta och näst högsta divisionen till och med säsongen 1993/1994, men har därefter stannat i den högsta serien. Säsongen 1999/2000 tog damlaget, som då hette Norrköping Flamingos, sitt första SM-guld. Från och med säsongen 2001/2002 tillhör damlaget och herrlaget samma organisation och båda lagen går under namnet Norrköping Dolphins.
2013 tog damlaget sitt andra SM-guld efter att ha besegrat Solna med 3-0 i matcher. Bland lagets framträdande spelare fanns Malin Aasa, Lykendra Johnson och lagets stora stjärna Elisabeth Egnell.
Damlaget gjorde säsongen 2016/2017 sin 39:e säsong i högsta serien.
2022 tog damlaget sitt tredje SM-guld efter ha besegrat Luleå Basket med 3-1 i matcher.

#### Herrlaget
Norrköping Dolphins herrar tog 1998 sitt första SM-guld sedan 1980 när de i finalen besegrade svensk baskets dominant Plannja basket. Dolphins säkrade sin slutspelsplats först i seriens sista grundomgång och följde sedan upp det med överraskande vinster med 3-2 mot Alvik i kvartsfinalen och Södertälje i semifinalen. De vann sedan chockartat den första finalen i Luleå, men det blev en dyrköpt seger då centern Anders Marcus ådrog sig ett svårt benbrott. Efter att båda lagen sedan vunnit sina respektive hemmamatcher hade Dolphins chansen att säkra guldet inför sina 5874 vilda hemmafans i ett kokande Himmelstalundshallen. Och det var aldrig något snack om saken, 86-66 till hemmalaget och totalt 3-1 i matcher. De största guldmakarna var Fred Drains och norrköpingssonen David Bergström, men där fanns också förre NBA-spelaren Jeff Taylor (far till Jeffery Taylor), JD Sanders och lokala trotjänare som Michael Lager, Anders Bergqvist, Anders Lindh och Anders Marcus.
2008 påbörjades en satsning som skulle ta Dolphins tillbaka till Sveriges toppskikt. Stadium Arena invigdes, klubben följde upp det med djärva värvningar i form av Fred Drains, Joakim Kjellbom och Kenny Grant Jr, och satsningen innebar också deltagande i den Baltiska ligan. Vid den årliga pressträffen inför säsongen trodde åtta av elva coacher att Norrköping Dolphins skulle stå som Basketligans slutsegrare. Som förväntat gick laget bra i de båda ligorna och vann bland annat den svenska grundserien. Till slut slogs dock laget ut av de blivande svenska mästarna Sundsvall Dragons i den svenska basketligans ena semifinal. I den Baltiska ligan slutade säsongen med en bronsmedalj.
Satsningen fortsatte även under säsongen 2009/10, då man förvisso gjorde sig av med lagets trotjänare Andrew Pleick, men istället köpte en av Sveriges bästa trepoängsskyttar i Mikael Lindqvist. Dolphins förlorade bara 6 av 40 matcher i grundserien och besegrade enkelt Borås med 3-0 i matcher när slutspelet drog igång. De vann sedan bara med 3-2 i semifinalserien mot Solna Vikings, men Dolphins vann samtliga hemmamatcher med 24 poäng eller mer (86-62, 105-72, 111-83). I finalen ställdes man sedan, precis som 1998, mot Plannja Basket. Efter att lagen vunnit en varsin hemmamatch vann Norrköping tre raka matcher och blev därmed svenska mästare efter sammanlagt 4-1. Bland lagets framträdande spelare fanns, förutom de tidigare nämnda nyförvärven: Gee Gervin, Dee Ayuba och Anton Saks.  
Guldet 2010 följdes upp med en tung finalförlust säsongen därpå mot Sundsvall Dragons. Dolphins hade chansen att avgöra på hemmaplan i match 6 med ledning 3-2 i matcher, och det såg länge ut att gå vägen, men efter att Dragons kvitterat i slutsekunden var det också de som var starkast i förlängningen. Sundsvall vann sedan sista matchen i utklassningsstil på hemmaplan med 102-83 och blev därmed svenska mästare för andra gången.  
2012 studsade Dolphins tillbaka och tog ytterligare ett SM-guld efter att ha besegrat Södertälje i en stenhård serie, där guldet bärgades på bortaplan i den sjätte finalmatchen efter en riktig rysare. Andrew Mitchell förde upp Norrköping till ledning med 72-71 efter att ha stoppat i två poäng och där efter lyckades delfinerna stoppa Södertäljes stora stjärna Johnell Smith i matchens sista anfall.
2013 blev det en fjärdeplats i grundserien innan man föll med 3-1 mot Sundsvall Dragons i semifinalen. 
2014 slutade laget på tredjeplats i grundserien och överraskade sedan stort genom att ta sig upp till ledning med 3-2 i finalserien mot seriesuveränen Södertälje Kings och möjlighet att avgöra på hemmaplan i Stadium Arena. Då tog Södertälje fram mästartakterna och vann tämligen enkelt de två sista matcherna och försvarade därmed sitt SM-guld från året innan.
2015 drog klubben ner rejält på sina spelarkostnader och det resulterade i att de för första gången på många år misslyckades med att ta sig till semifinal eller längre. Det blev respass redan i kvartsfinalen efter att Uppsala vunnit en rysare med 74-73 i den femte och avgörande matchen.
2016 tog Adnan Chuck över som huvudtränare och han lyckades installera en fantastisk försvarskultur som bar laget ända fram till en finalserie mot ett Södertälje Kings på jakt mot sitt fjärde rakt SM-guld. Väl i finalen var dock Dolphins chanslösa och förlorade i fyra raka matcher. Finalförlusten till trots så det var en lyckad säsong för Norrköpingslaget och mycket av äran ska tillskrivas lagets center Joakim Kjellbom. Han tilldelades utmärkelserna årets MVP, årets center och årets försvarare.  
Herrlaget gjorde säsongen 2016/2017 sin 42:a säsong i högsta serien. 

#### Rullstolslaget
Klubben har också ett rullstolsbasketlag som startades säsongen 2004/05. De tog fyra raka SM-guld 2008–2011 och 2015–2016 tog de ytterligare två guld. De vann även guld 2018 och 2020. Rullstolsbasketlaget vann även internationella Challenge Cup 2010, samt deltog 2011 i slutspelet i Champions Cup.

## Arena och namn
Norrköping Dolphins spelade tidigare i Norrköpings Mässhall A på Himmelstalundsområdet, men har sedan 2008 det närliggande Stadium Arena som sin hemmaborg. Det är en toppmodern arena som byggdes och ägs av ett dotterbolag till Norrköpings basketförening (Norrköping Dolphins).
Basketklubben Norrköping Dolphins har fått sitt namn från en av Norrköpings kommuns stora attraktioner, de bollglada invånarna på Delfinariet i Kolmårdens djurpark.

## SM-guld[8]

### Herrlaget
- 1980
- 1998
- 2010
- 2012
- 2018
- 2021
- 2022
- 2023
- 2024
- 2025

### Damlaget
- 2000
- 2013
- 2022

### Rullstolslaget
- 2008
- 2009
- 2010
- 2011
- 2015
- 2016
- 2018
- 2020
- 2023